# Lučany nad Nisou
Lučany nad Nisou (in tedesco Wiesenthal an der Neiße) è una città della Repubblica Ceca facente parte del distretto di Jablonec nad Nisou, nella regione di Liberec.